# Curtis Joseph
Curtis Shayne „Cujo“ Joseph, geb. Munro, (* 29. April 1967 in Keswick, Ontario) ist ein ehemaliger kanadischer Eishockeytorwart, der während seiner Karriere für die St. Louis Blues, Edmonton Oilers, Toronto Maple Leafs, Detroit Red Wings, Phoenix Coyotes und Calgary Flames in der National Hockey League spielte.

## Kindheit
Curtis Joseph wurde als Kind von zwei Teenagern geboren. Seine Mutter Wendy Munro gab ihn wenige Tage nach seiner Geburt zur Adoption frei. Jeanne Joseph, eine Krankenschwester, die Wendy Munro während ihres Krankenhausaufenthalt kennengelernt hatte, adoptierte ihn zusammen mit ihrem Ehemann und gaben ihm den Vornamen des leiblichen Vaters, Curtis Nickle.
Den Nachnamen „Joseph“ nahm er erst nach einigen Jahren an; bis dahin hieß er Curtis Shayne Munro.

## Karriere
In seiner Jugend spielte er unter anderem für das Athol Murray College of Notre Dame und wenig später für die University of Wisconsin. Im Gegensatz zu den meisten NHL-Spielern wurde er nicht gedraftet, sondern unterschrieb 1989 seinen ersten NHL-Vertrag bei den St. Louis Blues als Free Agent und innerhalb von zwei Jahren schaffte er es zum Stammtorhüter. 1994 spielte „Cujo“, so sein Spitzname, zum ersten Mal im NHL All-Star Game. Im Sommer 1995 wurde er zu den Edmonton Oilers transferiert und schaffte es 1997 bei der Vergabe der Vezina Trophy für den herausragenden Torhüter der Saison bis auf Platz 5.
Nach Ablauf seines Vertrags wechselte Joseph 1998 zu den Toronto Maple Leafs. 1999 und 2000 wurde er zum zweiten und dritten Mal für das All-Star Game ausgewählt, fehlte aber 1999 wegen einer Verletzung. Nach der Spielzeit 1998/99 wurde er von der Spielergewerkschaft NHLPA für den Lester B. Pearson Award für den herausragenden Spieler der Saison nominiert. 2000 wurde er mit der King Clancy Memorial Trophy ausgezeichnet, die an den Spieler mit herausragenden Führungsqualitäten auf und neben Eis und dem größten sozialen Engagement vergeben wird. 2002 war er Mitglied der Kanadischen Nationalmannschaft, die die olympische Goldmedaille in Salt Lake City gewann. Er absolvierte aber nur ein Spiel.
Für die Saison 2002/03 wurde er von den Detroit Red Wings verpflichtet, für die er zwei Jahre spielte. Nach dem Lockout und dem Ausfall der Saison 2004/05 unterschrieb Curtis Joseph im Sommer 2005 einen Vertrag bei den Phoenix Coyotes, mit denen er allerdings die Playoffs verpasste.
Während der Saison 2006/07 konnte er nicht mehr an die guten Leistungen der Vorjahre anknüpfen und erhielt mit Mikael Tellqvist einen jungen Konkurrenten um den Platz im Tor, blieb aber der Stammtorhüter der Coyotes, die sich erneut nicht für die Playoffs qualifizieren konnten.
Im Sommer 2007 wurde sein Vertrag bei den Coyotes nicht verlängert und Joseph konnte kein neues Team finden, woraufhin er für ein halbes Jahr pausierte, ehe er im Dezember 2007 aufs Eis zurückkehrte, als er im Kader des Team Kanada für den Spengler Cup stand. Mit diesem Team gewann er das Turnier im Finale gegen das russische Team Salawat Julajew Ufa. Am 14. Januar 2008 kehrte Joseph schließlich in die NHL zurück, als er einen Vertrag bei den Calgary Flames unterschrieb.
Nach der Saison 2008/09, die er bei den Toronto Maple Leafs verbrachte, war er zunächst ein sogenannter Unrestricted Free Agent, bevor er sich im Januar 2010 entschloss, seine Karriere zu beenden.

## Erfolge und Auszeichnungen
- NCAA (WCHA) Rookie of the Year 1989
- NCAA (WCHA) Player of the Year 1989
- NHL Best SVS% (.911) 1993
- Teilnahme am NHL All-Star Game: 1994 und 2000; (fehlte verletzungsbedingt 1999)
- Silbermedaille bei der Weltmeisterschaft 1996
- Nominiert für Lester B. Pearson Award 1999
- King Clancy Memorial Trophy 2000
- Olympische Goldmedaille 2002
- Spengler Cup 2007

## Karrierestatistik
(Legende zur Torhüterstatistik: GP oder Sp = Spiele insgesamt; W oder S = Siege; L oder N = Niederlagen; T oder U oder OT = Unentschieden oder Overtime- bzw. Shootout-Niederlage; Min. = Minuten; SOG oder SaT = Schüsse aufs Tor; GA oder GT = Gegentore; SO = Shutouts; GAA oder GTS = Gegentorschnitt; Sv% oder SVS% = Fangquote; EN = Empty Net Goal; 1 Play-downs/Relegation; Kursiv: Statistik nicht vollständig)